# Elijahu Lankin
Elijahu Lankin (hebrejsky: אליהו לנקין, žil 1914 – 10. srpna 1994) byl, sionistický aktivista, izraelský politik a poslanec Knesetu za stranu Cherut.

## Biografie
Narodil se ve městě Homel v tehdejší Ruské říši (dnes Bělorusko). Během ruské revoluce roku 1917 se s rodinou přestěhoval do Mandžuska v dnešní v Číně, kde studoval na ruskojazyčné střední škole v Charbinu. V roce 1933 přesídlil do dnešního Izraele. Absolvoval právo na Hebrejské univerzitě a roku 1954 získal osvědčení pro výkon profese právníka. Roku 1934 se stal členem jednotek Irgun. Během arabského povstání v Palestině v roce 1936 působil v řadách Irgunu v oblasti u města Zichron Ja'akov. Organizoval ilegální židovskou imigraci. Roku 1939 odcestoval do Polska na výcvikový kurz důstojníků Irgunu. Během druhé světové války se snažil o spojení jednotlivých židovských vojenských sil (Hagana, Irgun, Lechi) do jedné organizace. V roce 1944 byl velitelem Irgunu v regionu Jeruzaléma a důstojníkem vrchního štábu Irgunu pod vedením Menachema Begina. Byl zatčen mandátními úřady a roku 1945 vyhoštěn do Eritreje. Roku 1948 byl velitelem lodi Altalena a byl pak zatčen izraelskými úřady.

## Politická dráha
V roce 1930 se v Charbinu zapojil do činnosti mládežnického hnutí Bejtar. Roku 1948 patřil mezi vůdce nové politické strany Cherut. V izraelském parlamentu zasedl po volbách v roce 1949, kdy kandidoval za Cherut. Byl členem výboru mandátního, výboru pro vzdělávání a kulturu, výboru práce a výboru pro ústavu, právo a spravedlnost.
V letech 1981–1985 byl izraelským velvyslancem v Jihoafrické republice.